# Liste der Baudenkmäler in Dirmerzheim
Die Liste der Baudenkmäler in Dirmerzheim enthält die denkmalgeschützten Bauwerke auf dem Gebiet von Erftstadt-Dirmerzheim in Nordrhein-Westfalen (Stand: Juni 2024). Diese Baudenkmäler sind in der Denkmalliste der Stadt Erftstadt eingetragen; Grundlage für die Aufnahme ist das Denkmalschutzgesetz Nordrhein-Westfalen (DSchG NRW).

## Baudenkmäler
Die Liste der Baudenkmäler enthält Sakralbauten, Wohn- und Fachwerkhäuser, historische Gutshöfe und Adelsbauten, Industrieanlagen, Wegekreuze und andere Kleindenkmäler sowie Grabmale und Grabstätten, die eine besondere Bedeutung für die Geschichte Erftstadts haben.
Hinweis: Die Reihenfolge der Denkmäler in dieser Liste entspricht der offiziellen Liste und ist nach Bezeichnung, Ortsteilen und Straßen sortierbar.
| Bild                          | Bezeichnung                   | Lage                             | Beschreibung | Bauzeit                             | Eingetragen seit | Denkmal- nummer |
| ----------------------------- | ----------------------------- | -------------------------------- | --- | ----------------------------------- | ---------------- | --------------- |
| weitere Bilder                | St. Remigius                  | Landstraße 77                    | Die glatt weiß verputzte Kirche mit einem vorgelagerten unverputzten Turm aus Backstein besteht aus mehreren Bauteilen. Die Außenmauern der Kirche, die bis zu einer Höhe von fast vier Metern aus Kiesel, Bruchstein und römischem Fundmaterial bestehen, sind Teile einer im 11. Jahrhundert errichteten romanischen Saalkirche mit eingezogenem quadratischem Chor. Der heutige Chor mit abgesetztem Sockel, Strebepfeilern und spitzbogigen Fenstern ist Teil eines Erweiterungsbaus des 16. Jahrhunderts. Das umlaufende Gesims erstreckt sich über den Chor und den Sakristeianbau. Der Turm mit dem Eingangsportal wurde nach der Datierung durch Ankerzahlen 1778 errichtet. Das Querschiff wurde bei der Vergrößerung der Kirche in den Jahren 1958/60 in das Langhaus eingeschoben. Im Innenraum sind beide Schiffe sind mit offenen Holzbalkendecken versehen. In der Vierung steht der Zelebrationsaltar. Der Chor mit einem spätgotischen Sakramentshaus aus Sandstein dient als Taufkapelle. Die Figur eines um 1280 datierten musizierenden Engels im Sakramentshaus gehörte ursprünglich zu den musizierenden Engeln im Chor des Kölner Doms. Der Fußboden besteht aus in Fischgrätmustern und Kreisen verlegten Tonplättchen, Brennhilfen der Töpfer, die eine Zweitverwendung fanden. Die spätgotischen Fresken der Chorwände und im Gewölbe sind Arbeiten aus dem Jahr 1523, die 1981/82 gründlich restauriert wurden. | 11. Jahrhundert, 1958/60, Turm 1778 | 10.08.1982       | 011             |
| Ehemaliger Mühlenhof          | Ehemaliger Mühlenhof          | Großstraße 16                    | Gegenüber der überbauten Toreinfahrt des Vierkanthofes steht das Wohnhaus des Mühlengutes. Die Backsteinfassade des fünfachsigen Baus wird durch vorspringende Lisenen gegliedert, die den Eingangsbereich in der Mitte umrahmen. Links und rechts, sowohl im Unter- als auch im Obergeschoss befinden sich jeweils zwei Fenster, über der Tür ein Fenster. Horizontal verlaufende Gesimse dienen als Trennung zwischen unter- und Obergeschoss und als Abschluss des Obergeschosses. Die Dachzone wird durch ein Spitzbogenfries abgeschlossen. Die Gestaltung des Wohnhauses setzt sich im Mühlenhaus fort. Die Gartenseite wurde durch den Einbau großer Fenster verändert. An einem der ehemaligen Wirtschaftsgebäude ist die Errichtung im Jahr 1883 durch Ankerzahlen datiert. | 1883                                | 06.12.1990       | 149             |
| Bildstock                     | Bildstock                     | Brückenstraße                    | Auf einem rechteckigen Podest steht ein hoher rechteckiger Schaft mit einer rechteckigen Nische, darüber ein Rundgiebel. | 18. Jahrhundert                     | 19.06.1991       | 156             |
| weitere Bilder                | Ehemaliges Pfarrhaus          | Landstraße 79                    | Das Pfarrhaus wurde nach der Pfarrchronik 1895 im neugotischen Stil errichtet. Das zweigeschossige Backsteingebäude mit Walmdach ist an der Ost- und Westseite durch einen flachen Risalit mit Zwerchgiebel gestaltet. Die Geschosse werden durch ein Gesims aus hochgestellten Backsteinen optisch getrennt. Im Obergeschoss steht in der Ecke des Gebäudes eine Marienfigur aus Keramik, die nach starker Beschädigung im Zweiten Weltkrieg im Jahre 1994 restauriert wurde. | 1895                                | 22.10.1991       | 164             |
| Preußischer Meilenstein       | Preußischer Meilenstein       | Dirmerzheimer Landstraße (L 162) | Der 190 cm hohe und 48 cm breite Meilenstein aus Sandstein wurde beim Bau der Bezirksstraße Neuss-Lechenich (1854–1857) errichtet. Den Kopf bildet ein Dreiviertelkreis mit erhabenem Rand. Die Umschrift: Regierungs=Bezirk=Cöln Kreis=Euskirchen und der preußische Adler in der Kreismitte sind verwittert. Die Inschrift auf dem Schaft: Neuss Lechenicher Bezirksstraße erbaut 1855 ist ebenfalls verwittert. | 1855                                | 23.10.1991       | 167             |
| Zweigeschossiges Fachwerkhaus | Zweigeschossiges Fachwerkhaus | Brückenstraße 51                 | Das zweigeschossige Fachwerkhaus wurde nach dem Ergebnis einer dendrochronologischen Untersuchung 1782 errichtet. Es ist Teil einer ehemaligen geschlossenen Hofanlage, die um 1900 durch Erbteilung parzelliert wurde. Bei der Restaurierung wurde die Außenfassade mit Ausnahme der giebelseitigen Backsteinfront zur Straße hin, die vor das Fachwerk gesetzt worden war, originalgetreu mit wieder verwendetem Strohlehm wiederhergestellt. Auch die erhaltene Haustür wurde wieder verwendet. Die Inschrift des erhaltenen Holzbalkens über der Außentür lautet: ANPREIS ZV IESV MARIA VND IOSEPH SEHR DEREN LOB EIN IEDER HIER VERMEHRET WER ABER DIESES SCHLAGET AVS DEM SEY KEIN MAL VERLONNET MEHR Im Innern wurde die Raumaufteilung beibehalten und die erhaltenen Teile der früheren Ausstattung fanden eine Wiederverwendung, sodass der Charakter des alten Gebäudes erhalten blieb. | 1782                                | 05.03.1993       | 178             |
| Eingeschossiges Fachwerkhaus  | Eingeschossiges Fachwerkhaus  | Brückenstraße 82                 | Das eingeschossige Wohnhaus mit abgesetztem Sockel und unterschiedlich großen Gefachen steht giebelständig zur Straße. Die drei Sprossenfenster im Untergeschoss der Giebelseite sind mit Schlagläden ausgestattet, im Obergeschoss befindet sich ein kleines modernes Doppelfenster. | 18. Jahrhundert                     | 24.01.1994       | 203             |
| 2-geschossiges Backsteinhaus  | 2-geschossiges Backsteinhaus  | Feldstraße 7                     | Das traufenständig zur Straße stehende zweigeschossige Backsteinwohnhaus mit abgesetztem verputzen Sockel und freiliegenden Kellerfenstern ist einseitig an das Nachbarhaus angebaut. Ein Geschosstrennungsgesims verläuft zwischen Unter- und Obergeschoss. Die Mitte des Hauses wird durch einen Treppengiebel betont, der unter der Traufe auf die Fassade übergreift. In der Wetterfahne ist die Datierung 1902 angegeben. | 1902                                | 16.03.1994       | 208             |
| Tillmannshof                  | Tillmannshof                  | Tillmannshof                     | Die vierflügelige Anlage mit Wohnhaus, Stallungen und weiteren Wirtschaftsgebäuden des ehemaligen Rittersitzes liegt am nördlichen Ortsrand von Dirmerzheim. Das barocke Wohnhaus, ein zweigeschossiger verputzter Massivbau mit Walmdach wurde 1700 erbaut. Fenster und Haustür, zu der eine Freitreppe führt, haben farbige Hausteinfassungen. Seitlich vom Wohnhaus führt eine korbbogige Einfahrt in den Innenhof. Beidseitig des Wappensteins des Altenberger Abtes Johann Jakob Lohe befindet sich die Inschrift ALTENBERG BVRGHAVS ANNO 1700, in den Stürzen die Worte FREYADELIG und RITTERSITZ. Der Eingang zum Keller liegt in der Tordurchfahrt. Das vollständig unterkellerte Haus besitzt einen Keller mit Kreuzgratgewölben, der zu einer früheren Burganlage gehörte. Die Reste des Wassergrabens, die bis vor einigen Jahrzehnten noch den rückwärtigen Teil der Hofanlage umschlossen, wurden trockengelegt. Sie sind im Gelände noch zu erkennen. | 1700                                | 03.06.1994       | 211             |
| Vierkanthof                   | Vierkanthof                   | Landstraße 39                    | Das Wohnhaus des Vierkanthofes mit abgesetztem Sockel liegt traufenständig zur Straße. Die Fassade des Backsteinbaus wird gegliedert durch ein als Zickzackfries gestaltetes Geschosstrennungsgesims beidseitig des flachen Risalits, der die Mitte des Baus betont. Die Traufzone weist unterschiedliche Schmuckformen auf. Im Erdgeschoss des Risalits befindet sich der rundbogige Eingang. An das Wohnhaus schließt sich ein niedriger Backsteintrakt mit großer korbbogiger Einfahrt an, in dessen Keilstein die Erbauung im Jahr 1908 datiert ist. | 1908                                | 05.04.1994       | 217             |
| weitere Bilder                | Jüdischer Friedhof            | Baumstraße                       | Auf dem Friedhof sind nur noch drei Grabsteine aus den Jahren von 1854 bis 1870 erhalten. | 19. Jahrhundert                     | 20.06.1995       | 231             |

## Belege
1. ↑  Denkmalliste der Stadt Erftstadt, übermittelt durch die Untere Denkmalbehörde Erftstadt
2. ↑   Frank Bartsch, Dieter Hoffsümmer, Hanna Stommel: Denkmäler in Erftstadt. Erftstadt 1998-2000. Kapitel 5.2 Dirmerzheim Pfarrkirche St. Remigius
3. ↑   Frank Bartsch, Dieter Hoffsümmer, Hanna Stommel: Denkmäler in Erftstadt. Erftstadt 1998-2000. Kapitel 5.4 Dirmerzheim Mühlenhof
4. ↑  Josef Recker: Dirmerzheim im Wandel der Zeiten 1758–2008.250 Jahre St. Remigius. S. 89–90.
5. ↑  Walter Keil: Meilensteine- preußischer Straßenbau im heutigen Stadtgebiet. In: Jahrbuch der Stadt Erftstadt 2012. S. 24–35.
6. ↑   Frank Bartsch, Dieter Hoffsümmer, Hanna Stommel: Denkmäler in Erftstadt. Erftstadt 1998-2000. Kapitel 5.6 Dirmerzheim Fachwerkhaus Brückenstraße 51
7. ↑   Frank Bartsch, Dieter Hoffsümmer, Hanna Stommel: Denkmäler in Erftstadt. Erftstadt 1998-2000. Kapitel 5.3 Dirmerzheim Tilmannshof